# Passo Gola
Il passo Gola (2.288 m s.l.m. - Klammljoch in tedesco) è un valico alpino posto sul confine tra l'Italia e l'Austria. Collega Campo Tures con Sankt Jakob in Defereggen. Dal punto di vista orografico nelle Alpi dei Tauri occidentali separa gli Alti Tauri (a nord) dalle Alpi Pusteresi (a sud). Il valico è chiuso ai veicoli a motore, ma può essere percorso con la bicicletta.